# Thyridiphora gilva
Thyridiphora gilva là một loài bướm đêm trong họ Crambidae.